# Kult prywatny
Kult prywatny – w Kościele katolickim podstawowy warunek wszczęcia procesu prawnej weryfikacji, jaką jest „wyniesienie na ołtarze” przez beatyfikację i kanonizację.
Kult prywatny oddawany jest przez wiernych we własnym imieniu w stosunku do zmarłych w opinii świętości i męczenników, a jego przejawami są modlitwy o wstawiennictwo, tworzenie ukwieconych ołtarzy z wizerunkami i klęcznikami, księgi pamiątkowe oraz inne wyrazy hołdu, czci i uwielbienia, a także do wszystkich zmarłych i dusz przebywających w czyśćcu. Spontaniczna powszechność, publicznie demonstrowanego uznania ludu dla świętości życia, męczeństwa lub łask i cudów dokonanych za wstawiennictwem zmarłego otwiera drogę, której zwieńczeniem jest papieskie dopuszczenie do kultu publicznego. Kościół przez beatyfikację oficjalnie zezwala na kult publiczny w ograniczonym co do zasięgu i form zakresie, zaś kanonizacja rozciąga cześć dla zmarłego na wierzących we wszystkich zakątkach świata.
W Polsce aktem prawnym regulującym prawo wyznaniowe jest „Ustawa o stosunku Państwa do Kościoła Katolickiego w Rzeczypospolitej Polskiej”. Mimo iż nie reguluje ona kwestii kultu prywatnego to 53 art. ustawy zasadniczej zapewniający wolność sumienia i religii jako prawo jednostki gwarantuje jego realizację.